# CX3CL1
CX3CL1 (англ. C-X3-C motif chemokine ligand 1) – білок, який кодується однойменним геном, розташованим у людей на короткому плечі 16-ї хромосоми. Довжина поліпептидного ланцюга білка становить 397 амінокислот, а молекулярна маса — 42 203.
| 10         |  | 20         |  | 30         |  | 40         |  | 50         |
| ---------- |  | ---------- |  | ---------- |  | ---------- |  | ---------- |
| MAPISLSWLL |  | RLATFCHLTV |  | LLAGQHHGVT |  | KCNITCSKMT |  | SKIPVALLIH |
| YQQNQASCGK |  | RAIILETRQH |  | RLFCADPKEQ |  | WVKDAMQHLD |  | RQAAALTRNG |
| GTFEKQIGEV |  | KPRTTPAAGG |  | MDESVVLEPE |  | ATGESSSLEP |  | TPSSQEAQRA |
| LGTSPELPTG |  | VTGSSGTRLP |  | PTPKAQDGGP |  | VGTELFRVPP |  | VSTAATWQSS |
| APHQPGPSLW |  | AEAKTSEAPS |  | TQDPSTQAST |  | ASSPAPEENA |  | PSEGQRVWGQ |
| GQSPRPENSL |  | EREEMGPVPA |  | HTDAFQDWGP |  | GSMAHVSVVP |  | VSSEGTPSRE |
| PVASGSWTPK |  | AEEPIHATMD |  | PQRLGVLITP |  | VPDAQAATRR |  | QAVGLLAFLG |
| LLFCLGVAMF |  | TYQSLQGCPR |  | KMAGEMAEGL |  | RYIPRSCGSN |  | SYVLVPV    |

A: Аланін

C: Цистеїн

D: Аспарагінова кислота

E: Глутамінова кислота

F: Фенілаланін

G: Гліцин

H: Гістидин

I: Ізолейцин

K: Лізин

L: Лейцин

M: Метіонін

N: Аспарагін

P: Пролін

Q: Глутамін

R: Аргінін

S: Серин

T: Треонін

V: Валін

W: Триптофан

Кодований геном білок за функцією належить до цитокінів. 
Задіяний у таких біологічних процесах, як клітинна адгезія, хемотаксис. 
Локалізований у клітинній мембрані, мембрані.
Також секретований назовні.